# Кобелевский сельсовет (Московская область)
Кобелевский сельсовет — упразднённая административно-территориальная единица, существовавшая на территории Шатурского района Московской области до 1954 года. Административным центром была деревня Кобелёво.

## История
В 1923 году Кобелевский сельсовет находился в составе Красновской волости Егорьевского уезда Московской губернии.
В 1925 году Кобелевский сельсовет был упразднён путём присоединения к Филисовскому, но уже в 1926 году был вновь образован.
В ходе реформы административно-территориального деления СССР в 1929 году Кобелевский сельсовет вошёл в состав Шатурского района Орехово-Зуевского округа Московской области. В 1930 году округа были упразднены.
10 июля 1933 года Кобелевский сельсовет был передан из упразднённого Шатурского района в административное подчинение Шатурскому горсовету.
28 декабря 1951 года Кобелевскому сельсовету была передана территория Филисовского сельсовета. Однако 14 июня 1954 года Кобелевский и Кузнецовский сельсоветы были объединены в Филисовский сельсовет.